# Direito processual do trabalho
O Direito Processual do Trabalho direito processual que trata dos processos envolvendo matéria trabalhista, sendo uma especialização da jurisdição não penal.

## Princípios
Há muita discussão e controvérsia acerca da enumeração dos princípios que regem o Direito Processual do Trabalho. Analisando-se a doutrina, podem-se identificar vários, entre os quais [carece de fontes?]:
- Princípio Protecionista (considerado por alguns o princípio mais importante);
- Princípio da Oralidade;
- Princípio da Imediatidade;
- Princípio da Informalidade;
- Princípio da Celeridade;
- Princípio da Eventualidade;
- Princípio da Preclusão;
- Princípio da Perempção;
- Princípio do Jus postulandi;
- Princípio da Substituição Processual;
- Princípio do Contraditório;
- Princípio da Lealdade e boa-fé;
- Princípio da Inversão do ônus da prova;
- Princípio Dispositivo;
- Princípio Inquisitivo ou inquisitório;
- Princípio do Impulso processual;
- Princípio da Busca da verdade real;
- Princípio da Instrumentalidade das formas processuais;
- Princípio da Economia Processual;
- Princípio da Indisponibilidade e Irrenunciabilidade;
- Princípio da Igualdade das partes no processo;
- Princípio da Motivação das decisões;
- Princípio do duplo grau de jurisdição;
- Princípio da Conciliação;
- Princípio do Non reformatio in pejus;
- Princípio da Irrecorribilidade das decisões interlocutórias;
- Princípio da Ultrapetição;
- Princípio da Simplicidade.

## Divisões
Os processos trabalhistas são divididos em dois grandes grupos, quais sejam: o processo de dissídio individual do trabalho e o processo de dissídio coletivo do trabalho.
O primeiro corresponde ao tradicional processo individual do Direito Processual Civil, havendo um juiz que aplica a norma ao caso concreto, em uma ação proposta por uma ou mais pessoas individualmente consideradas.
O segundo é subdividido em três espécies distintas: o processo coletivo de natureza econômica, o processo de dissídio coletivo de natureza jurídica e o dissídio coletivo de greve. O primeiro nasce de uma divergência entre partes de uma negociação coletiva, que deve ser superada para a conclusão de uma convenção ou acordo coletivo de trabalho. A segunda, por outro lado, se refere ao desacordo sobre a interpretação de uma regra já existente, inserido em um dos instrumentos coletivos ou em sentença normativa. Já o dissídio coletivo de greve tem como finalidade a declaração da abusividade do movimento grevista.

## Organização da Justiça do Trabalho no Brasil
A Justiça do Trabalho no Brasil tem sua estrutura delimitada na Constituição Federal. É composto pelo Tribunal Superior do Trabalho, pelos Tribunais Regionais do Trabalho e pelas Varas do Trabalho.

### Tribunal Superior do Trabalho
O órgão de cúpula da Justiça do Trabalho é o Tribunal Superior do Trabalho (TST), composto por 27 ministros, sendo 21 deles de carreira e seis advindos da advocacia e do Ministério Público do Trabalho. Este órgão também é subdividido em: Tribunal Pleno, Órgão Especial, Seção Especializada em Dissídio Coletivo, duas Seções Especializadas em Dissídios Individuais, além de oito Turmas.
Funcionam junto ao TST a Escola Nacional de Formação e Aperfeiçoamento de Magistrados do Trabalho, a ENAMAT, que funciona junto ao órgão de cúpula, bem como o Conselho Superior da Justiça do Trabalho, que tem como função de supervisão administrativa, orçamentária, financeira e patrimonial dos órgãos de primeiro e segundo graus.

### Tribunais Regionais do Trabalho
Os Tribunais Regionais do Trabalho, os TRTs, são os órgãos de segundo grau da Justiça do Trabalho.
Esses tribunais são compostos, por, no mínimo, sete membros e normalmente são subdivididos da mesma forma que o TST.
Cada região abrange, normalmente um Estado, com exceção de Acre, Roraima, Amapá, Tocantins e São Paulo. O último possui dois Tribunais Regionais do Trabalho, da 2ª região, sediado em São Paulo, e da 15ª região, sediado em Campinas, enquanto os demais são servidos, respectivamente, pelos regionais sediados em Rondônia, Amazonas, Pará e Distrito Federal.
Possui competência eminentemente recursal.

### Varas do Trabalho
As  Varas do Trabalho são os órgãos de primeira instância da Justiça do Trabalho. Possuem competência territorial sobre a comarca onde possui sede.
No caso de uma comarca não estar dentro do raio de atuação de uma vara do trabalho, os processos de competência trabalhistas serão resolvidos por juízes de Direito, mantendo-se, todavia, a competência recursal do Tribunal Regional da região onde se situa a comarca deste juiz de Direito. Apesar disso, atualmente todos os municípios brasileiros são atendidos pelas Varas do Trabalho.
Por ser o órgão de primeira instância, possui competência eminentemente originária.